# Барвінківська міська територіальна громада
Барвінківська міська об'єднана територіальна громада — об'єднана територіальна громада в Україні, в Ізюмському районі Харківської області. Адміністративний центр — місто Барвінкове. До реформи 2020 року належала до Барвінківського району.
Площа громади — 1367,7 км2, населення громади — 20 087 осіб (2020)
Утворена 12 червня 2020 року шляхом об'єднання Барвінківської міської ради та Богодарівської, Великокомишуваської, Гаврилівської, Григорівської, Грушуваської, Гусарівської, Іванівської, Іванівської Другої, Мечебилівської, 
Новомиколаївської, Подолівської і Рідненської сільських рад Барвінківського району Харківської області. Перші вибори міської ради та міського голови Барвінківської міської громади відбулися 25 жовтня 2020 року.
19 липня 2020 року, в результаті адміністративно-територіальної реформи та ліквідації Барвінківського району, колишня територія громади повністю увійшла до складу новоутвореного Ізюмського району.

## Населені пункти
До складу громади входять 1 місто (Барвінкове), 57 сіл (Архангелівка, Африканівка, Барабашівка, Благодатне, Богданове, Богодарове, Василівка Друга, Василівка Перша, Велика Андріївка, Велика Комишуваха, Веселе, Високе, Гаврилівка, Григорівка, Грушуваха, Гусарівка, Данилівка, Дібрівне, Дмитрівка, Іванівка (Гаврилівський старостинський округ), Іванівка (Іванівський старостинський округ), Ковалівка, Котівка, Курулька, Малинівка, Малолітки, Мар'ївка, Маяк, Мечебилове, Миколаївка, Надеждівка, Нікополь, Нова Дмитрівка, Нова Миколаївка, Новобогданове, Новопавлівка, Олександрівка (Гусарівський старостинський округ), Олександрівка (Подолівський старостинський округ), Пашкове, Петрівка, Погонівка, Подолівка, Пригоже, Рідне, Семиланне, Ставкова Балка, Стара Семенівка, Степове, Степок, Українка, Федорівка (Богодарівський старостинський округ), Федорівка (Мечебилівський старостинський округ), Червона Балка, Червона Зоря, Червона Поляна, Червоне, Червоний Лиман) та 2 селища (Іванівка і Язикове).